# Iztok Čop
Iztok Čop (* 17. Juni 1972 in Kranj) ist ein slowenischer Ruderer. Mit je einer olympischen Gold- und Silbermedaille sowie zweimal Bronze ist er der nach Tina Maze erfolgreichste Olympiateilnehmer Sloweniens seit der Unabhängigkeit.

## Leben und Karriere
1985 begann Čop in Bled mit dem Rudern. Den ersten internationalen Erfolg hatte er 1989 und 1990 als Juniorenweltmeister im Zweier ohne Steuermann zusammen mit Denis Žvegelj. Bei den Weltmeisterschaften 1991 debütierten die beiden in der Erwachsenenklasse und wurden auf Anhieb Vizeweltmeister hinter Steven Redgrave und Matthew Pinsent. Bei den Olympischen Spielen 1992 in Barcelona nahm Slowenien erstmals an Olympischen Sommerspielen teil und gewann zweimal Bronze, die ersten olympischen Medaillen für Slowenien. Die erste Bronzemedaille gewann der Zweier ohne Steuermann mit Čop und Žvegelj, die zweite Medaille folgte kurz danach im Vierer ohne Steuermann. 1993 erhielten Čop und Žvegelj noch einmal Bronze bei der Weltmeisterschaft.
Danach wechselte Čop vom Riemenrudern zum Skullrudern. Bei seiner ersten Weltmeisterschaftsteilnahme im Einer wurde Čop 1994 auf Anhieb Dritter. 1995 gewann er in Tampere seinen ersten Weltmeistertitel im Einer. Bei den Olympischen Spielen 1996 in Atlanta konnte Čop seiner Favoritenrolle nicht gerecht werden und wurde nur Vierter. 1997 und 1998 belegte er bei den Weltmeisterschaften ebenfalls nur den vierten Platz. Die Jahre 1996 bis 1998 sind die einzigen Jahre von 1991 bis 2007, in denen Čop beim Saisonhöhepunkt keine Medaille gewann.
1999 stieg Čop aus dem Einer in den Doppelzweier um, in dieser Bootsklasse war er mit Luka Špik für zwei Jahre nahezu unschlagbar. Die beiden gewannen 1999 den Weltmeisterschaftstitel und bei den Olympischen Spielen 2000 holten sie die erste olympische Goldmedaille für Slowenien überhaupt. In den nächsten drei Jahren ruderte Čop wieder im Einer und gewann jedes Jahr eine Medaille. Bei den Olympischen Spielen 2004 traten Luka Špik und Iztok Čop wieder gemeinsam an, verloren aber überraschend gegen die Franzosen Sébastien Vieilledent und Adrien Hardy. 2005 traten Špik und Čop bei den Weltmeisterschaften in zwei Bootsklassen an, am Tag nach dem Sieg im Doppelzweier erruderten die beiden Silber im Doppelvierer. Nach Silber 2006 gewannen die beiden bei den Ruder-Weltmeisterschaften 2007 in München wieder Gold.
Čop setzte seine Karriere im Doppelvierer und ab 2011 wieder im Doppelzweier fort. Fünf Jahre nach seiner letzten Weltmeisterschaftsmedaille und zwanzig Jahre nach seiner ersten olympischen Medaille gewann er bei den Olympischen Spielen in London mit Luka Špik noch einmal eine Bronzemedaille.
Im Jahr 2015 wurde Čop vom Weltruderverband mit der Thomas-Keller-Medaille ausgezeichnet.
Neben seiner eigenen Ruderkarriere ist Iztok Čop mittlerweile auch Veranstalter einer Regatta. In Ljubljana veranstaltet er einen Sprintwettbewerb, den Čop Challenger. Čop ist verheiratet und hat zwei Töchter.

## Internationale Erfolge
- 1989: 1. Platz im Zweier ohne (Junioren-Weltmeisterschaften)
- 1990: 1. Platz im Zweier ohne (Junioren-Weltmeisterschaften)
- 1991: 2. Platz im Zweier ohne (Weltmeisterschaften)
- 1992: 3. Platz im Zweier ohne (Olympische Spiele)
- 1993: 3. Platz im Zweier ohne (Weltmeisterschaften)
- 1994: 3. Platz im Einer (Weltmeisterschaften)
- 1995: 1. Platz im Einer (Weltmeisterschaften)
- 1996: 4. Platz im Einer (Olympische Spiele)
- 1997: 4. Platz im Einer (Weltmeisterschaften)
- 1998: 4. Platz im Einer (Weltmeisterschaften)
- 1999: 1. Platz im Doppelzweier (Weltmeisterschaften)
- 2000: 1. Platz im Doppelzweier (Olympische Spiele)
- 2001: 2. Platz im Einer (Weltmeisterschaften)
- 2002: 2. Platz im Einer (Weltmeisterschaften)
- 2003: 3. Platz im Einer (Weltmeisterschaften)
- 2004: 2. Platz im Doppelzweier (Olympische Spiele)
- 2005: 1. Platz im Doppelzweier (Weltmeisterschaften) und 2. Platz im Doppelvierer
- 2006: 2. Platz im Doppelzweier (Weltmeisterschaften)
- 2007: 1. Platz im Doppelzweier (Weltmeisterschaften)
- 2008: 6. Platz im Doppelzweier (Olympische Spiele)
- 2011: 5. Platz im Doppelzweier (Weltmeisterschaften)
- 2012: 3. Platz im Doppelzweier (Olympische Spiele)